# 4227 Kaali
A 4227 Kaali (ideiglenes jelöléssel 1942 DC) a Naprendszer kisbolygóövében található aszteroida. Liisi Oterma fedezte fel 1942. február 17-én.